# Герб Санта-Круша
Ге́рб Са́нта-Кру́ша — офіційний символ міста Санта-Круш, Португалія. Використовується як територіальний герб. У зеленому щиті срібна кальварія (порт. cruzeiro). Обабіч неї, у главі щита, два пурпурні виноградні грона із золотим листям, на яких накладені два португальські щитки. Щит увінчує срібна мурована міська корона з п'ятьма вежами.  Під щитом біла стрічка, на якій великими літерами напис португальською: «Santa Cruz» (Санта-Круш).  Офіційно затверджений 2 серпня 1996 року. Створений на основі попереднього містечкового герба, ухваленого 20 липня 1955 року. 

## Галерея

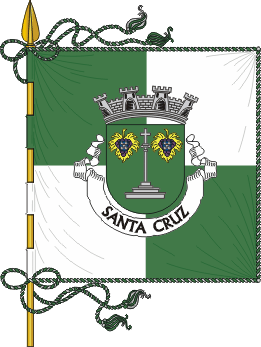
Прапор